# 熊展旗
熊展旗（？—），中华人民共和国政治人物、外交官。
2000年，接替穆文，担任中华人民共和国驻摩洛哥大使。2003年，由程涛接任。